# Коккоярви (озеро, Муезерский район)
Коккоярви — озеро на территории Ребольского и Ледмозерского сельских поселений Муезерского района Республики Карелия.
Площадь озера — 1,4 км², площадь водосборного бассейна — 84,8 км². Располагается на высоте 217,2 метров над уровнем моря.
Форма озера лопастная, продолговатая: вытянуто с запада на восток. Берега сильно изрезанные, каменисто-песчаные, местами заболоченные.
Через озеро протекает река Мурдойоки, которая, протекая озеро Мурдоярви и ряд небольших ламбин, втекает в озеро Минсъярви, которое протокой соединяется с озером Ровкульским и, далее, с Большим Ровкульским, откуда через реки Сулу и Лендерку воды в итоге попадают в Балтийское море.
В озере не менее десятка небольших островов, однако их количество может варьироваться в зависимости от уровня воды.
Код объекта в государственном водном реестре — 01050000111102000010502.